# Ākhī Jān
Ākhī Jān (persiska: آخی جان, Akhījān) är en ort i Iran.   Den ligger i provinsen Västazarbaijan, i den nordvästra delen av landet, 400 km väster om huvudstaden Teheran. Ākhī Jān ligger 1 683 meter över havet och antalet invånare är 159.
Terrängen runt Ākhī Jān är huvudsakligen kuperad, men åt nordväst är den platt.Runt Ākhī Jān är det ganska glesbefolkat, med 47 invånare per kvadratkilometer. Närmaste större samhälle är Shāhīn Dezh, 13,0 km söder om Ākhī Jān. Trakten runt Ākhī Jān består i huvudsak av gräsmarker.